# Položaj žensk v Mehiki

## POLOŽAJ ŽENSKE V DRŽAVAH V RAZVOJU (Mehika)
Že od nekdaj (že od začetka človeštva) so imele ženske drugačen položaj kot moški. V dobi modernizacije in globalizacije pa prihaja do sprememb, saj se tradicionalna vloga ženske spreminja skupaj z ekonomskimi, političnimi in družbenimi spremembami modernega sveta. Potrebno pa se je zavedati, da so te spremembe skoraj izključno prisotne v državah razvitega sveta, ki so ekonomsko, politično in tehnično mnogo razvitejše od tako imenovanih držav v razvoju. Države v razvoju (države tretjega sveta) so tiste, ki so politično, gospodarsko in družbeno manj razvite in ki jih velikokrat zaznamuje revščina, visoka rodnost in rast prebivalstva ter nezaposlenost in nepismenost. Gospodarstvo držav v razvoju sestoji iz kmetijstva in izvoza surovin razvitejšim državam. 

## Ženske v državah v razvoju
Ženske so v državah v razvoju deležne manj družbenih, socialnih in političnih pravic, njihov položaj pa je podrejen in nižji. Teh dejstev ni mogoče posplošiti na vse države v razvoju, saj se okoliščine in razmere razlikujejo v vsaki državi posebej glede na družbeno in versko kulturo, zgodovinsko ozadje in stopnjo razvoja, na kateri se nahaja določena država. Obstajajo pa tudi razlike med obravnavo žensk na podeželju, v mestih, med različnimi rasnimi skupinami in družbenimi razredi. Pomembno vlogo pri obravnavi različnih spolov igra tudi religija. Uživanje legitimnega družbenega, političnega in gospodarskega položaja zavirajo tudi pomanjkanje izobrazbe, dohodkovne težave ter družbene in politične negotovosti. 

### Vloga ženske v državah v razvoju
Kljub temu, da so države v razvoju manj razvite, se napredka v zadnjih treh desetletjih ne sme zanemariti. Uspelo jih je tisto, za kar so industrializirane države potrebovale eno stoletje. Ljudje imajo daljšo pričakovano življenjsko dobo, stopnja nepismenosti in umrljivosti novorojenčkov sta se odločno zmanjšali, nezanemarljivi pa so tudi napredki v zagotavljanju osnovnih človekovih pravic. Vendar pa vseeno prihaja do dejstva, da napredek ni enakomerno porazdeljen med oba spola, saj so moški še vedno v prednosti pri večini aspektov napredka. To dokazuje delež žensk v revnem prebivalstvu v državah v razvoju. Glede na UNDP (2004) Arhivirano 2018-10-07 na Wayback Machine. (Razvojni program Združenih narodov) je 70% od približno 1,3 milijarde ljudi, ki živi v revščini, ženskega spola. Ovire, s katerimi se ženske spopadajo na poti proti enakopravnosti, so v okviru kulturoloških norm in tradicij, odnosa družbe do žensk, predsodkov, religije, revščine in ignorance. Takšna indoktrinacija spodbuja fobije, nezaupanje in pomanjkanje zanimanja za ženske in dekleta (kar prispeva k večanju revščine v državah v razvoju). 
Ženske in dekleta v državah v razvoju (v primerjavi z moškimi) imajo manj dostopa do tehnologije, izobrazbe, strokovne vzgoje, zemlje, kreditov in osnovnih potrebščin. Študije so pokazale, da ženske v državah v razvoju delajo od 12 do 18 ur na dan, medtem ko moški delajo od 8 do 12 ur na dan. Delo, ki ga opravljajo ženske se osredotoča na osnovno kmetijstvo, ki je namenjeno preživetju, na tkanje in šivanje, na manjše trgovske dejavnosti in obrti, na gospodinjska opravila ter skrb za otroke in ostarele. 
Razlika se posledično pojavi tudi v stopnji pismenosti, saj je bolj prisotna pri ženskah (39%) kot pri moških (21%), kljub temu, da se ta razlika manjša. Še vedno obstaja razlika v izobrazbi med deklicami in dečki (v šolo večkrat pošiljajo samo dečke), kljub temu, da izobrazba deklic prinaša mnogo pozitivnih posledic, kot so manjše družine, boljše načrtovanje rojstev, zdravi otroci, manjša ekonomska odvisnost ter manjša ranljivost v odnosu do nasilnih mož. 

### Vloga ženske v Mehiki

#### Volilna pravica
Kapitalizem je kot nova oblika družbenega sistema, ki je uvedel ogromno političnih in ekonomskih reform, iz obrobja v delavsko in javno življenje pripeljal ženske. Ženske prej niso zasedale vodilnih položajev (niti v družbi, niti v gospodarstvu). Dela za žensko so obsegala nižja delovna mesta v industriji, obrteh in gospodinjstvu. Kljub temu pa je njihova vloga v oblikovanju mehiške družbe zelo pomembna. V vseh političnih in socialnih gibanjih v Mehiki so bile ženske (poročene, samske, vdove, sirote) v prvi vrsti, ko govorimo o bojevanju v vojnah in revolucijah. Njihovo vodilo so bila večkrat čustva, kot pa prepričanja. Te bitke so jim utrjevale zavest o vlogi, ki jo zasedajo v družbi in o vlogi, ki jo želijo zasesti v družbi. Po koncu vsakega upora, npr. boj proti ameriškemu ali francoskemu okupatorju, so se ženske vrnile nazaj v svojo ustaljeno vlogo, vendar pa razmere v državi niso bile enake. Ženske v industriji in podeželju, ki so se borile za preživetje, so bile tiste, ki so se organizirano borile za svoj položaj pred in po Mehiški revoluciji, dokler niso leta 1953 dobile aktivno volilno pravico. Ta zgodovinski dogodek je zlomil tradicionalno konzervativno držo mehiške družbe. 
Mehiške ženske so se že v preteklosti zavedale svojih potencialov ter se vztrajno borile za svoj položaj in pravice v krutejšem in bolj konzervativnem okolju kot njihove evropske in ameriške vrstice. 

#### Izobrazba
Vrzel med izobrazbo žensk in moških v Mehiki se je v zadnjih letih močno zmanjšala, še vedno pa obstajajo ovire, ki preprečujejo popolno enakost možnosti izobraževanja za oba spola. Kljub temu, da je opazen napredek, se je še vedno potrebno truditi in spodbujati izobrazbo brez predsodkov glede spola, ki bo prinašala zavest enakopravnosti in enakosti ter bo utrjevala avtonomijo in spoštovanje žensk. Izobrazba žensk in moških zagotavlja zagotavljanje boljšega življenja ter spodbujanje osebnostnega razvoja in sodelovanja žensk v mehiški družbi. 

#### Parlament
Prisotnost žensk v zakonodajni veji mehiške oblasti v zadnjih letih narašča. Povečano je število senatork v zgornjem domu parlamenta, kot tudi poslank v spodnjem domu parlamenta. V senatu (zgornji dom parlamenta) je 17% žensk, poslank (v spodnjem domu parlamenta) pa je 23%. 

### Položaj ženske v Sloveniji (primerjava)
Položaj ženske v Sloveniji je precej drugačen, kot položaj ženske v Mehiki, ki je država v razvoju, vseeno pa je še vedno opaziti razliko med spoloma. 
Za enake kvalifikacije še vedno prejemajo nižjo plačo. Po številu diplom za končan študij se ženske in moški gibajo v približno enakem odstotku, vendar pa se napredovanje v karieri pri ženskah zmanjša za 10%. Trenutno je v celotni Evropski uniji zaposlenih 57,2% žensk, ampak kljub temu, da imajo univerzitetno in na splošno boljšo izobrazbo, je njihova stopnja zaposlovanja nižja od moške. Evropska unija (posledično tudi Slovenija) pa ženskam namenja veliko pozornosti ne samo pri zaposlovanju, ampak tudi pri porodniškem dopustu ter boju proti nasilju v družini in trgovini z belim blagom. 
Prav tako kot v Mehiki, tudi v Sloveniji število žensk v parlamentu postopoma narašča. Os leta 1997 se delež žensk giba od 7,8% do 13,3%. Delež je precej nizek ne samo v primerjavi z drugimi evropskimi državami, kot tudi z drugimi primerljivimi državami. 
Aktivno volilno pravico so ženske dobile relativno pozno, šele po drugi svetovni vojni, leta 1945. 